# Aryabhata (månkrater)
Aryabhata är en liten nedslagskrater som  ligger i den östliga delen av Mare Tranquillitatis på månens framsida. 
Kratern är uppkallad efter den indiska matematikern och astronomen Aryabhata (476-550). Kratern fick sitt namn officiellt tilldelat av den Internationella astronomiska unionen (IAU) år 1979.
Kratern hette tidigare "Maskelyne E" och var därför kategoriserad som satellitkrater till kratern Maskelyne innan den blev omdöpt av IAU.